# 1995年バレーボール男子アジア選手権
1995年バレーボール男子アジア選手権（英: 1995 Asian Men's Volleyball Championship）は、1995年9月11日から9月23日にかけて韓国のソウルで開催された、アジアバレーボール連盟主催の第8回バレーボールアジア選手権男子大会。
出場国は14カ国。日本が2大会ぶり5回目の優勝を飾った。

## 最終結果
| 順位 | 国                   |
| ---- | -------------------- |
| 1    | 日本                 |
| 2    | 中国                 |
| 3    | 韓国                 |
| 4    | イラン               |
| 5    | オーストラリア       |
| 6    | チャイニーズタイペイ |
| 7    | タイ                 |
| 8    | パキスタン           |
| 9    | スリランカ           |
| 10   | カタール             |
| 11   | フィリピン           |
| 12   | ニュージーランド     |
| 13   | クウェート           |
| 14   | カザフスタン         |